# Ture Haglund
Ture Robert Haglund, född 26 december 1885 i Norrköping, död 16 februari 1962 i Oscars församling i Stockholm, var en svensk uppfinnare.
Ture Haglund var son till byggmästaren Anders Gustaf Alfrid Haglund. Efter mogenhetsexamen i Norrköping 1906 genomgick han Tekniska högskolan och blev bergsingenjör 1909. Han var kemist vid Surahammars bruks AB 1910 samt ingenjör vid Mynt- och justeringsverket 1911–1916 och 1920–1924. Åren 1918–1920 tjänstgjorde Haglund som driftsingenjör vid AB Trollhätte cyanidverk. Från ägnade han sig som direktör för AB T. R. Haglund i Stockholm åt uppfinnarverksamhet och åt att exploatera sina uppfinningar. De kom att få internationell betydelse inom vissa grenar av elektrometallurgin, särskilt för framställning, raffinering och bearbetning av en del lättmetaller. Bland hans uppfinningar märks elektrokemiskt förfarande för framställning av aluminiumoxid, genom smältförfarande framställt högeldfast spinellmaterial och raffinationsförfarande för kromlegeringar. Haglund var president i International patent Corporation of Maryland i USA. Han är begravd på Norra begravningsplatsen utanför Stockholm.